# Khumbu
Khumbu (anche nota come regione dell'Everest) è una delle tre sub-regioni abitate dal popolo Sherpa negli insediamenti presso l'Himalaya, mentre le altre due sono a Solu e Pharak. Khumbu fa parte del Distretto di Solukhumbu ubicato nel nord-est del Nepal sul lato nepalese del monte Everest. Essa comprende le città di Namche Bazaar ed i villaggi di Thami, Khumjung, Pangboche, Pheriche e Kunde.  Il famoso monastero Buddhista di Tengboche si trova nell'area di Khumbu.
La regione di Khumbu si trova su di un altopiano che oscilla fra i 3 300 metri e gli 8 848 della cima dell'Everest (Sagarmatha), il punto più elevato della terra.
Il Parco nazionale di Sagarmatha (sopra Monju) e la Sagarmatha National Park Buffer Zone (fra Lukla e Monju) sono compresi nella regione di Khumbu.

## Villaggi nella regione di Khumbu
- Dingboche
- Ghat (villaggio)
- Khumjung
- Khunde
- Lukla
- Monju
- Namche Bazaar
- Pangboche
- Phortse
- Tengboche